# 尹吉甫墓
尹吉甫墓，位于中国河北省沧州市南皮县黄家洼村，俗称将军坟，为西周大臣尹吉甫之墓。1982年7月23日，列入河北省文物保护单位。
尹吉甫墓封土高1．9米，东西长5米，南北宽2．5米。